# Магистрал (стихосложение)
Магистра́л (от лат. magistralis — «руководящий») в венке сонетов — последний (15-й) сонет, который связывает между собой все части «венка», повторяя первые стихи каждого из сонетов. Таким образом, 1-й сонет начинается 1-м стихом магистрала и кончается 2-м его стихом; соответственно, 2-й сонет начинается 2-м стихом магистрала и кончается 3-м его стихом, и т. д. 14-й сонет начинается последним стихом магистрала и кончается 1-м его стихом.
Пример магистрала из венка сонетов «Роковой ряд» В. Я. Брюсова:
15. ЗАКЛЮЧИТЕЛЬНЫЙ

Четырнадцать назвать мне было надо

Имён любимых, памятных, живых!

С какой отравно-ранящей усладой

Теперь, в тоске, я повторяю их!

Но боль былую память множить рада;

О, счастье мук, порывов молодых,

Навек закрепощённых в чёткий стих!

Ты — слаще смерти! ты — желанней яда!

Как будто призраков туманный строй

В вечерних далях реет предо мной, —

Но каждый образ для меня священен.

Вот близкие склоняются ко мне…

В смятеньи — думы, вся душа — в огне…

Но ты ль, венок сонетов, неизменен?

22 мая 1916